# Авраам Міхаелі
Авраам Міхаелі (івр. אברהם מיכאלי; нар. 29 березня 1957, Кулаші, Грузинська РСР, СРСР) — ізраїльський політик, депутат Кнесету (17, 18 скликання) від партії «ШАС».

## Біографія
Авраам Міхаелі народився 29 березня 1957 року в місті Кулаші, Грузинська РСР, СРСР (нині Грузія). 
29 червня 1971 року репатріювався до Ізраїлю. За освітою — юрист, закінчив Університет імені Бар-Ілана. Після закінчення навчання відкрив адвокатську контору в Тель-Авіві, пізніше — в місті Ор-Ієгуда.
У кнесеті 17-го скликання Міхаелі головував в комісії з науки і технології та комісії з питань алії, абсорбції та діаспори. У кнесеті 18-го скликання працював в комісії комісії кнесету, законодавчої комісії, комісії з науки і технології, комісії з трактування, комісії з питань алії, абсорбції та діаспори та комісії з праці, добробуту і охорони здоров'я.
Міхаелі живе в місті Ор-Ієгуда, володіє івритом, англійською, російською та грузинською мовами